# Nancy Avelín
Nancy Barbarita Avelín de Ginestar (San Juan, 28 de abril de 1958) es una abogada y política argentina de Cruzada Renovadora, partido el cual preside desde 2017. Se desempeñó como diputada provincial, como diputada nacional por la provincia de San Juan entre 1997 y 1999, y como senadora nacional  por la misma provincia entre 2001 y 2005.

## Biografía
Nació en la ciudad de San Juan en 1958, siendo la tercera hija de Alfredo Avelín, quien fuera legislador nacional y gobernador de San Juan, y de Barbarita Nolléns. En 1982 se recibió de abogada en la Universidad Católica de Cuyo, donde luego fue profesora de derecho internacional público. También fue docente de derecho comercial y derecho procesal civil.
Realizó su carrera política en el seno del partido provincial Cruzada Renovadora, fundado por su padre. Entre 1991 y 1995 fue diputada provincial, regresando al cargo entre 1995 y 1997 y desde 1999 hasta 2001.
Fue convencional constituyente por la provincia de San Juan en la reforma constitucional de 1994, integrando como vocal las comisiones de Coincidencias Básicas y de Legislación General.
En las elecciones legislativas de 1997 fue elegida diputada nacional por San Juan encabezando la lista de la Alianza Opositora. Integró el bloque de Cruzada Renovadora, hasta su renuncia a la Cámara en 1999.
En las elecciones legislativas de 2001 fue elegida senadora nacional por San Juan en la lista de Cruzada Renovadora. Por sorteo, le correspondió un mandato de cuatro años hasta 2005. Fue secretaria de la comisión de Educación, Cultura, Ciencia y Tecnología; y vocal en las comisiones de Salud y Deporte; de Derechos y Garantías; de Turismo; y de Trabajo y Previsión Social.
En las elecciones provinciales de 2003 fue candidata a gobernadora en la lista de Cruzada Renovadora. Acompañada por Talal Quintar, la fórmula quedó en cuarto lugar con el 4,73 % de los votos. En las elecciones provinciales de 2007 fue por segunda vez candidata a gobernadora. Acompañada por Rodolfo García, la fórmula quedó en cuarto lugar con el 3 % de los votos.
En 2017 se hizo cargo del partido fundado por su padre.
En las elecciones provinciales de 2019, fue nuevamente candidata a gobernadora. Acompañada en la fórmula por Jorge Enrique Alanis, quedaron en el cuarto lugar con el 2,14 % de los votos. En las elecciones legislativas de ese mismo año fue candidata a diputada nacional, encabezando la lista de Consenso Federal.